# Dermoidna cista jajnika
Dermoidna cista jajnika, zreli cistični teratomom ili benigni cistični teratomom jajnika je tumor bizarnog izgleda, benigne prirode, koji obično u sebi sadrži raznolika tkiva uključujući kosu, zube, kosti, štitnjaču itd. Razvija se iz pluripotentne matične ćelije od embriona u razvoju  (primarni oocit),  zadržana unutar jajne vrećice (jajnika). Budući da je pluripotentna, ova ćelija može stvoriti sve vrste ćelija neophodnih za formiranje zrelog tkiva i često prepoznatljivih struktura poput kose, kostiju i lojnih (masnih) materijala, neuronskog tkiva i zuba.
Dermoidne ciste su najčešće promera, u rasponu, od 1 cm do 45 cm, kada mogu prouzrokovati, ozbiljnije tegobe, uvrtanje jajnika (torziju) i time narušiti snabdevanje jajnika krvlju. Što je veća dermoidna cista, to je i veći rizik od njenog pucanja i izlivanja masnog sadržaja, koji može rezultovati adhezijama, bolom i drugim tegobama.
Hirurško uklanjanje dermoidne ciste obično je tretman izbora. To se može učiniti laparotomijom (otvorena operacija) ili laparoskopijom. Torzija (uvrtanje) jajnika izazvano cistom je urgentno stanje koje zahteva i hitnu operaciju.

## Epidemiologija
Relativno se često nalazi, posebno između 20. i 40. godine. mada se može pojaviti u bilo kojem dobu. Do 15% žena s teratomima jajnika ovu cistu mogu imati u oba jajnika. Iako je velika većina (oko 98%) ovih tumora benigna, preostala frakcija (oko 2% ) postaje kancerogen (zloćudna).

## Etiopatogeneza
Poreklom je iz primordijalnih germinativnih ćelija, čine je diferencirani produkti sva tri klicina lista u različitom odnosu, sa predominacijom ektoderma. Moguća je i maligna transformacija na jednom delu njenog sadržaja. Tumor je gladak, ovalan, promera od 5-10 cm i bilateralan u više od 15% pacijentkinja. Sivobele je boje, debele kapsule, unilokularan (retko multilokularan), ispunjen žućkastim masnim tkivom, lojastim materijalom i dlakama, koje su osnovni znak prepoznavanja. Na jednom polu tumora ponekad se nalazi ispupčenje ili protuberancija, nazvana po Rokitanskom (Rokttansky)y koja sadrži koštane elemente i zube. 

## Klinička slika
Kliničkom slikom, ukoliko ona postoji, dominira bol, kao posledica delimičnog ili potpunog uvrtanja ciste.

## Dijagnoza
Dijagnoza se najčešće postavlja slučajno, prvo vaginalnim, a zatim i ultrazvučnim pregledom. Lečenje je operativno, pri čemu se najčešće, zbog uzrasta i želje za reprodukcijom, radi ovarijalna cistektomija. 

## Spoljašnje veze
Mediji vezani za članak Dermoidna cista jajnika na Vikimedijinoj ostavi

|  | Molimo Vas, obratite pažnju na važno upozorenje u vezi sa temama iz oblasti medicine (zdravlja). |